# 播磨国分寺
播磨国分寺（はりまこくぶんじ）は、兵庫県姫路市御国野町国分寺にある真言宗の寺院。山号は牛堂山。
奈良時代に聖武天皇の詔により日本各地に建立された国分寺のうち、播磨国国分僧寺の後継寺院にあたる。本項では現寺院とともに、古代寺院跡である播磨国分寺跡（国の史跡）と、播磨国分尼寺跡（史跡指定なし）についても解説する。

## 概要
兵庫県南部、市川左岸の河岸段丘上に位置する。聖武天皇の詔で創建された国分僧寺の後継寺院に相当し、現境内と重複して旧国分僧寺跡、北方約600メートルに国分尼寺跡、南に古代山陽道が通ったと推定されるほか、西約4キロメートルには播磨国府推定地（姫路市本町）が所在する。この国分寺付近は、大型前方後円墳の壇場山古墳に見られるように古くから一帯の中心地であった。
旧国分寺跡の推定寺域は、1921年（大正10年）3月3日に国の史跡に指定された（その後数次の追加指定）。1968年（昭和43年）には発掘調査が開始され、1991年（平成3年）までの13次にわたる調査により、金堂・塔・講堂・僧坊など多くの主要伽藍の遺構が判明している。推定寺域の北半分（金堂・講堂周辺）には近世頃に再興された後継寺院（牛堂山国分寺）が重複して建てられており、重複しない寺域南半分（塔・中門・回廊周辺）が史跡公園「ふるさと歴史の広場」として整備されている。なお、現在の寺域は国道2号（北）と山陽本線・山陽新幹線（南）に挟まれた位置にある。

## 歴史

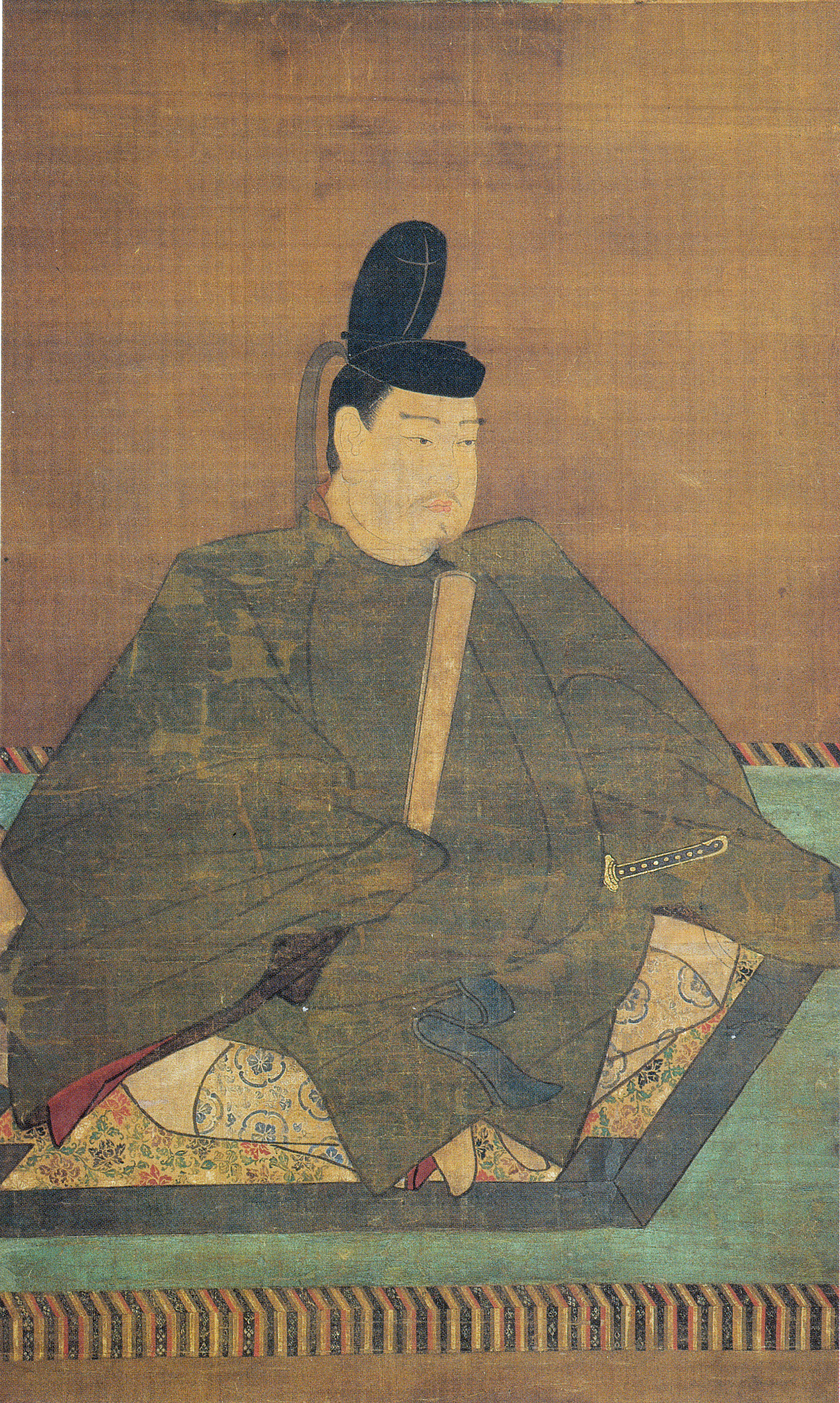
聖武天皇肖像

### 古代
創建は不詳。天平13年（741年）の国分寺建立の詔の頃に創建されたと見られる。
延長5年（927年）成立の『延喜式』主税上では、国分寺料として稲4万束が規定されている。
出土瓦によれば、国分寺は平安時代末頃まで存続したと推測される（礎石焼痕によれば焼失か）。一方、国分尼寺は13世紀初頭までの存続が推測される。

### 中世・近世
中世期には、所領としての「国分寺」の記載が文書に散見される（中世期も法燈を伝承したと伝えるが、変遷の詳細は不明）。
牛堂山国分寺の縁起によれば、国分寺は戦国時代には荒廃していたが、天正15年（1587年）に豊臣秀吉から国分寺村337石の寄進を受けたという。また慶長6年（1601年）には姫路藩から30石の寄進を受け、堂宇が再興されたとする。さらに寛永年間（1624-1644年）には、姫路城下の池田・本多両家の菩提寺の大堂が移されたといい、現在に見る本堂がこれになると伝える。
慶安元年（1648年）には、3代将軍徳川家光から朱印地として30石の寄進を受けており、この朱印地は幕末まで継続した。

### 近代以降
- 僧寺跡
  - 1921年（大正10年）3月3日、国の史跡に指定（牛堂山国分寺境内および塔跡）[4][1]。
  - 1968-1971年度（昭和43-46年度）、第1次-第5次発掘調査。主要伽藍や他の建物を検出、寺域を概ね推定[1]。
  - 1971年（昭和46年）8月5日、史跡範囲の追加指定[4][1]。
  - 1981-1984年度（昭和56-59年度）、第6次-第8次発掘調査[1]。
  - 1985年（昭和60年）12月12日、史跡範囲の追加指定（45,539平方メートル）[4][1]。
  - 1989-1991年度（平成元-3年度）、第9次-第13次発掘調査：史跡整備に先立つ調査[1]。
  - 1992年（平成4年）、史跡指定範囲の南半分において史跡公園「ふるさと歴史の広場」の竣工[1]。
- 尼寺跡
  - 1985-1992年度（昭和60-平成4年度）、発掘調査：周辺の再開発に伴う緊急調査[7]。
  - 1991-1992年度（平成3-4年度）、発掘調査：県道改良工事に伴う調査（兵庫県教育委員会）[7]。

## 伽藍

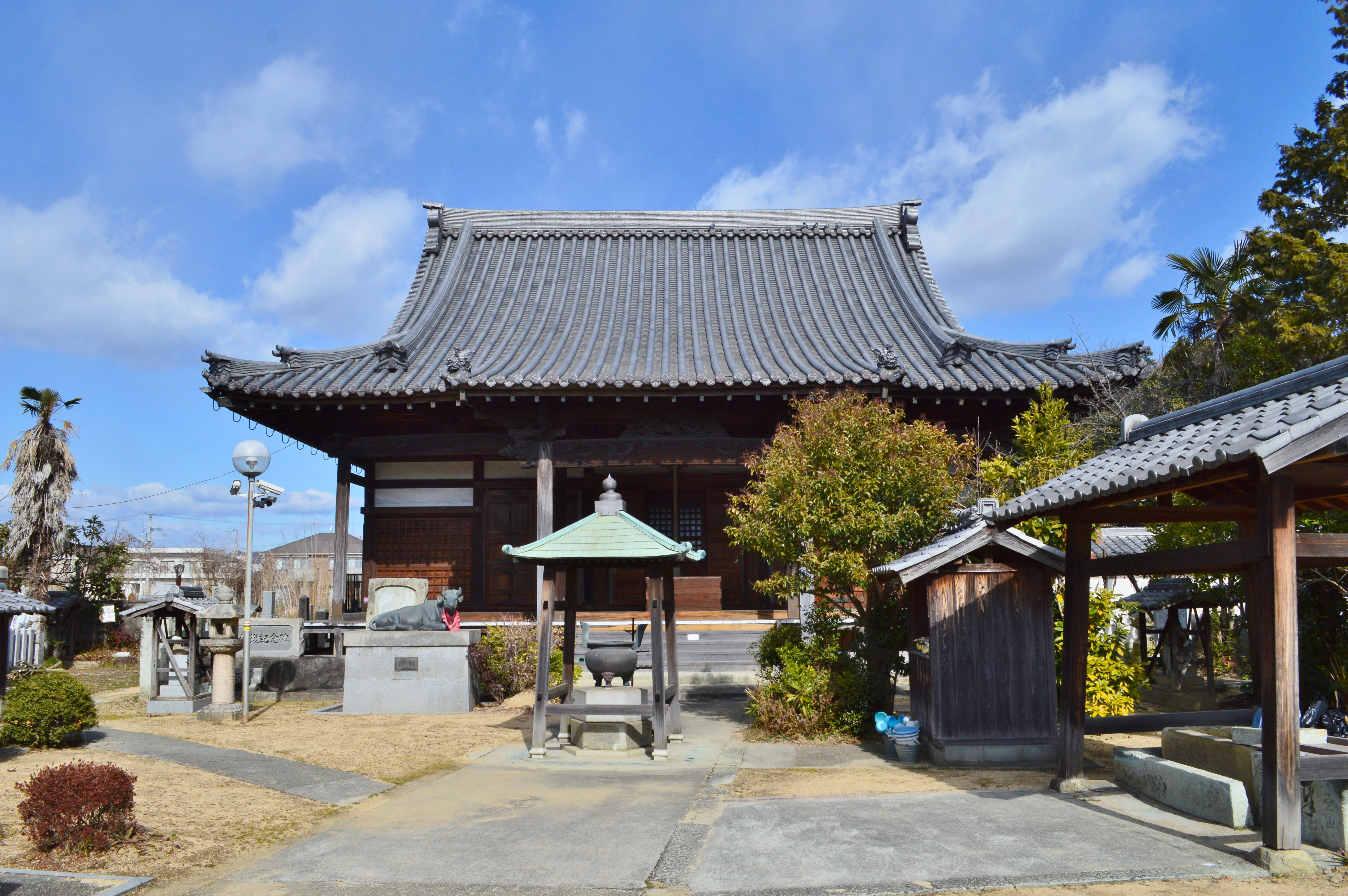
本堂
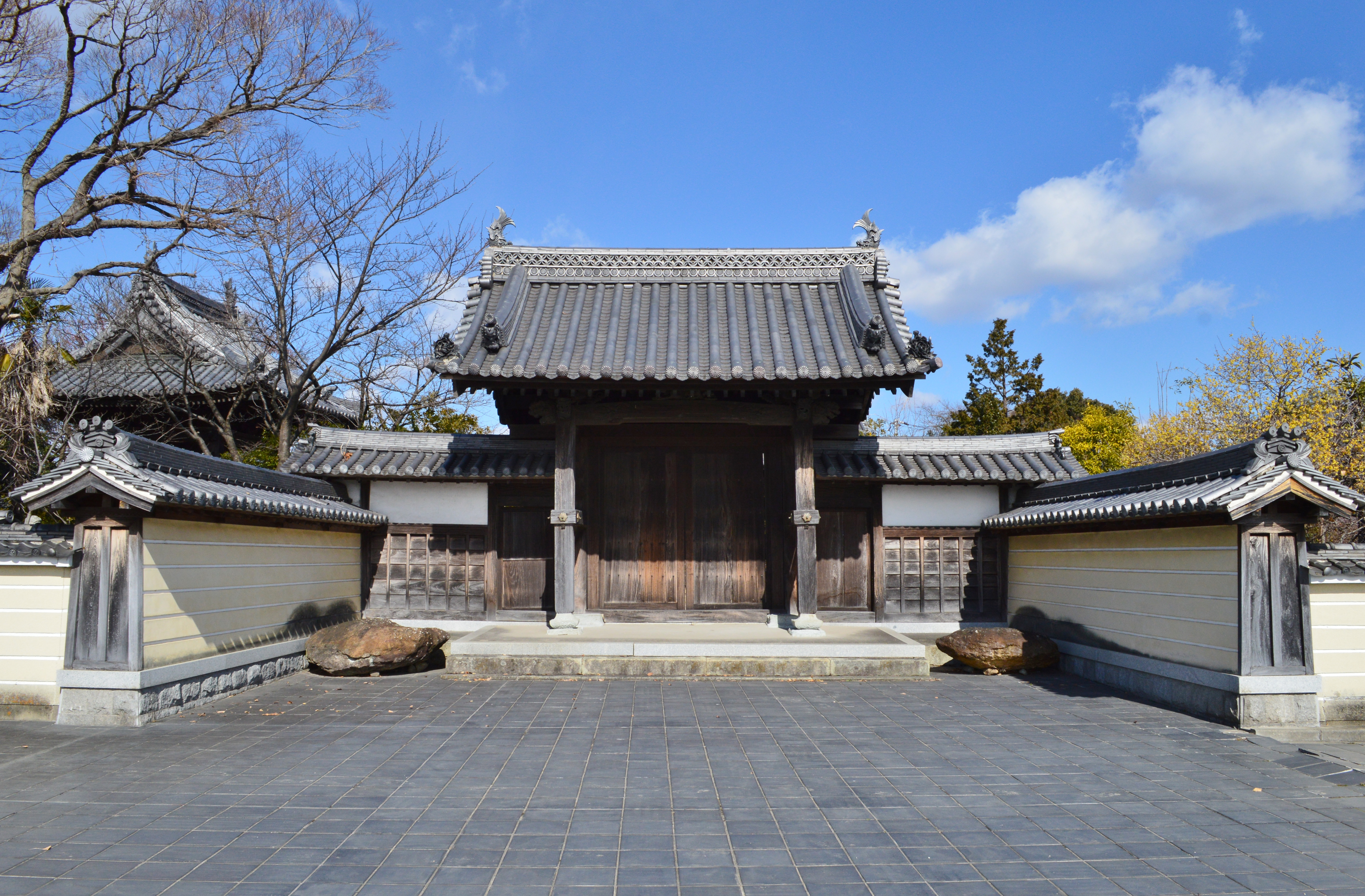
山門 門前の礎石は旧国分寺金堂のものと推定される。
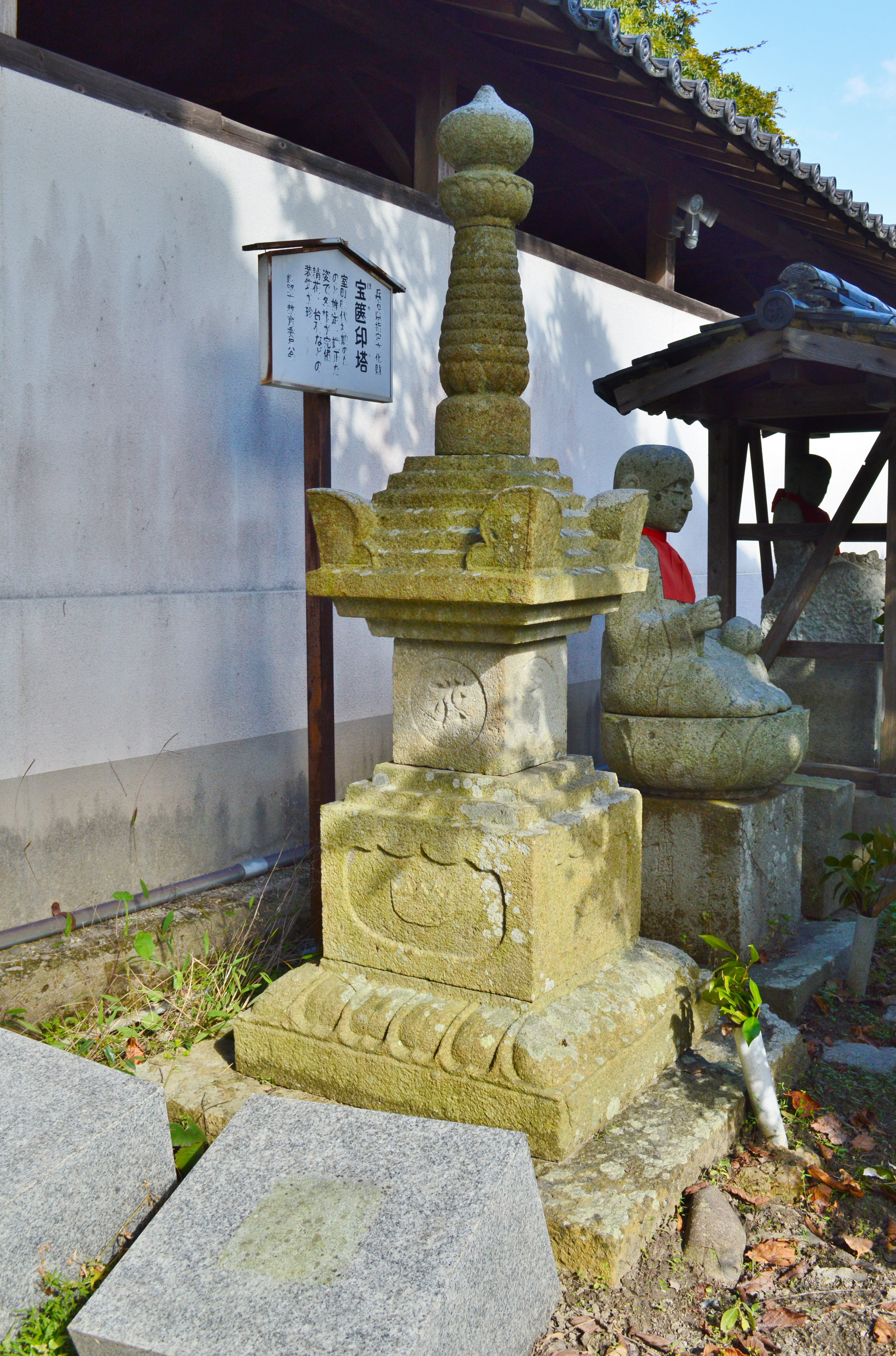
宝篋印塔（兵庫県指定文化財）

## 播磨国分寺跡

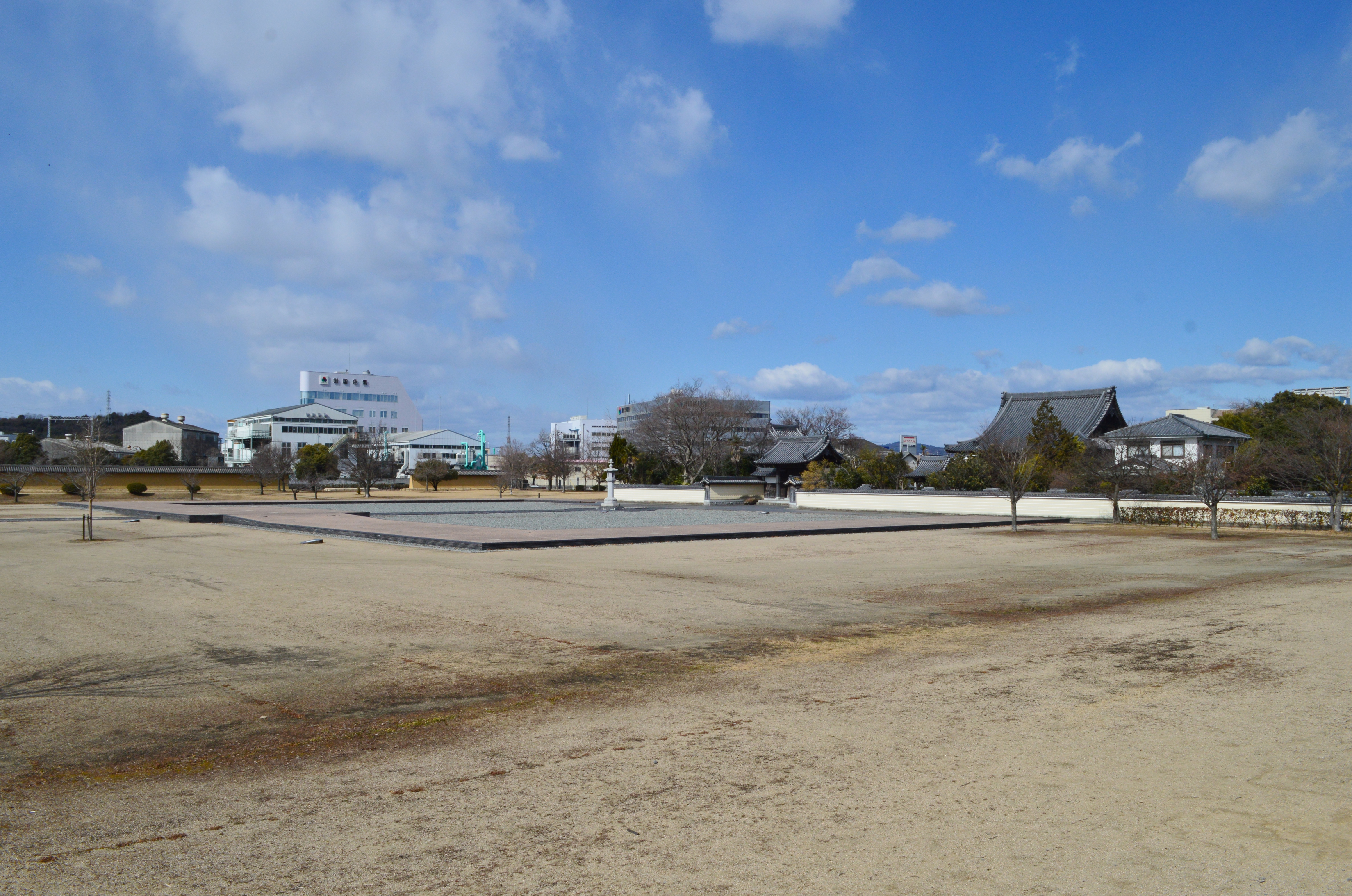
播磨国分寺跡 全景中央に回廊で囲まれた金堂院。右奥の牛堂山国分寺境内の位置に金堂跡・講堂跡が所在する。

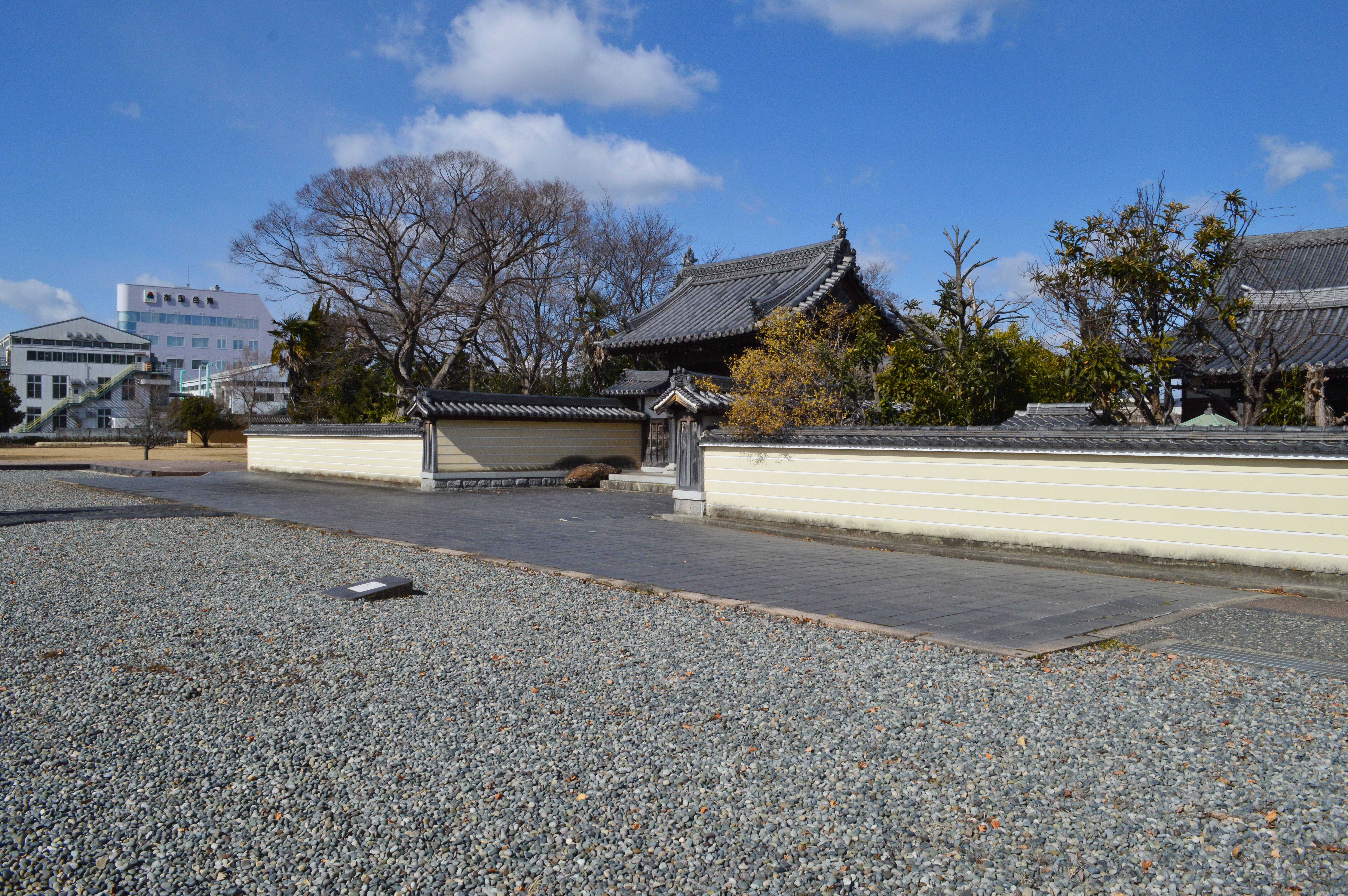
金堂跡

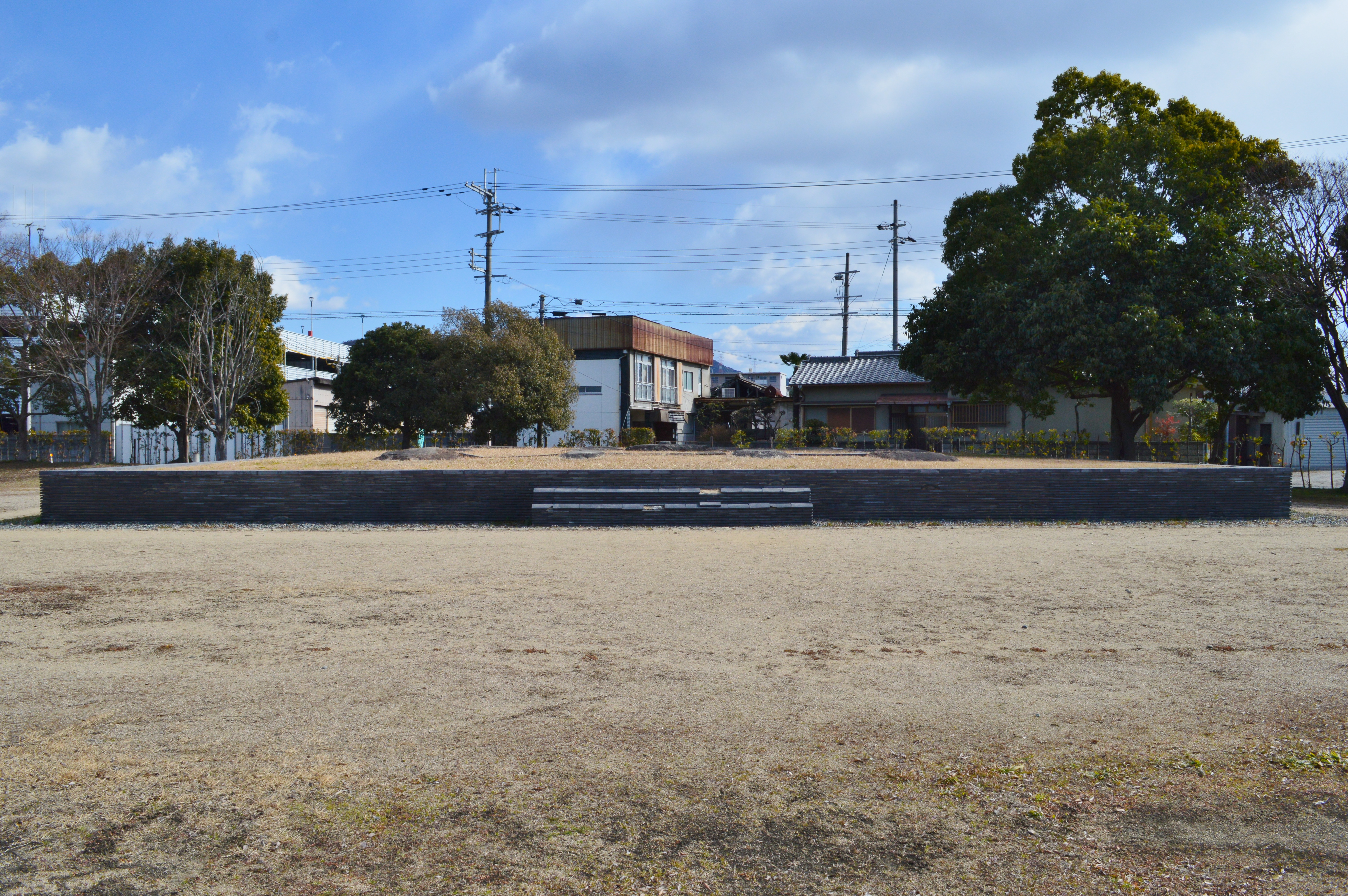
塔跡

僧寺跡は、現国分寺と重複して立地する（北緯34度49分14.03秒 東経134度43分52.85秒 / 北緯34.8205639度 東経134.7313472度）。寺域は方2町（約218メートル四方）と推定され、寺域端では築地塀が認められている。主要伽藍は、南大門・中門・金堂・講堂・僧坊が南から一直線（主軸は約4度西に傾く）に配されるとともに、寺域南東隅には塔が配される東大寺式伽藍配置である。主な伽藍の基壇は現在までに整備されている。遺構の詳細は次の通り。
金堂
本尊を祀る建物。現国分寺の山門と重複する。基壇は東西36.9メートル・南北23.4メートル。基壇上の建物の詳細は明らかでない。山門前に仮置きされる巨石は、この金堂の礎石と見られる。
金堂基壇から南方6メートルの位置では燈籠の基壇が検出されており、現在は推定復元されている。
塔
釈迦の遺骨（舎利）を納めた七重塔。伽藍のうちで最も良好に遺存する。基壇は約18.9メートル四方。心礎含む礎石17個がほぼ原位置を保って完存し、建物は一辺9.3メートルを測る。
講堂
経典の講義・教説などを行う建物。現国分寺の本堂と重複し、調査は実施されていない。現本堂の床下には、この講堂のものと見られる礎石が認められている。
僧坊（僧房）
僧の宿舎。講堂の北方に位置する。礎石抜き取り跡が認められているが、全容は明らかでない。
回廊
金堂・中門を結ぶ屋根付きの廊下。金堂左右から出て中門左右に取り付く。規模は東西71.3メートル・南北51.7メートルで、幅は約7メートル。
中門
金堂の南方に位置する。基壇は東西16メートル弱・南北約10.6メートルと推定されるが、後世の削平により詳細は不明。
南大門
中門の南方に位置する。基壇は東西約14メートル・南北10.4メートルと推定されるが、後世の削平により詳細は不明。中門と同程度の規模になる。
寺域からは、瓦・土師器・須恵器が大量に出土したほか、国産施釉陶器、貿易陶磁器、黒色土器、瓦器、風字硯、土錘、塼、金銅製水煙、勾玉、吸子羽口、鉄・銅製品、鉄滓、砥石、骨なども出土している。以上の出土遺物などにより、平安時代末頃までの存続が推測される。

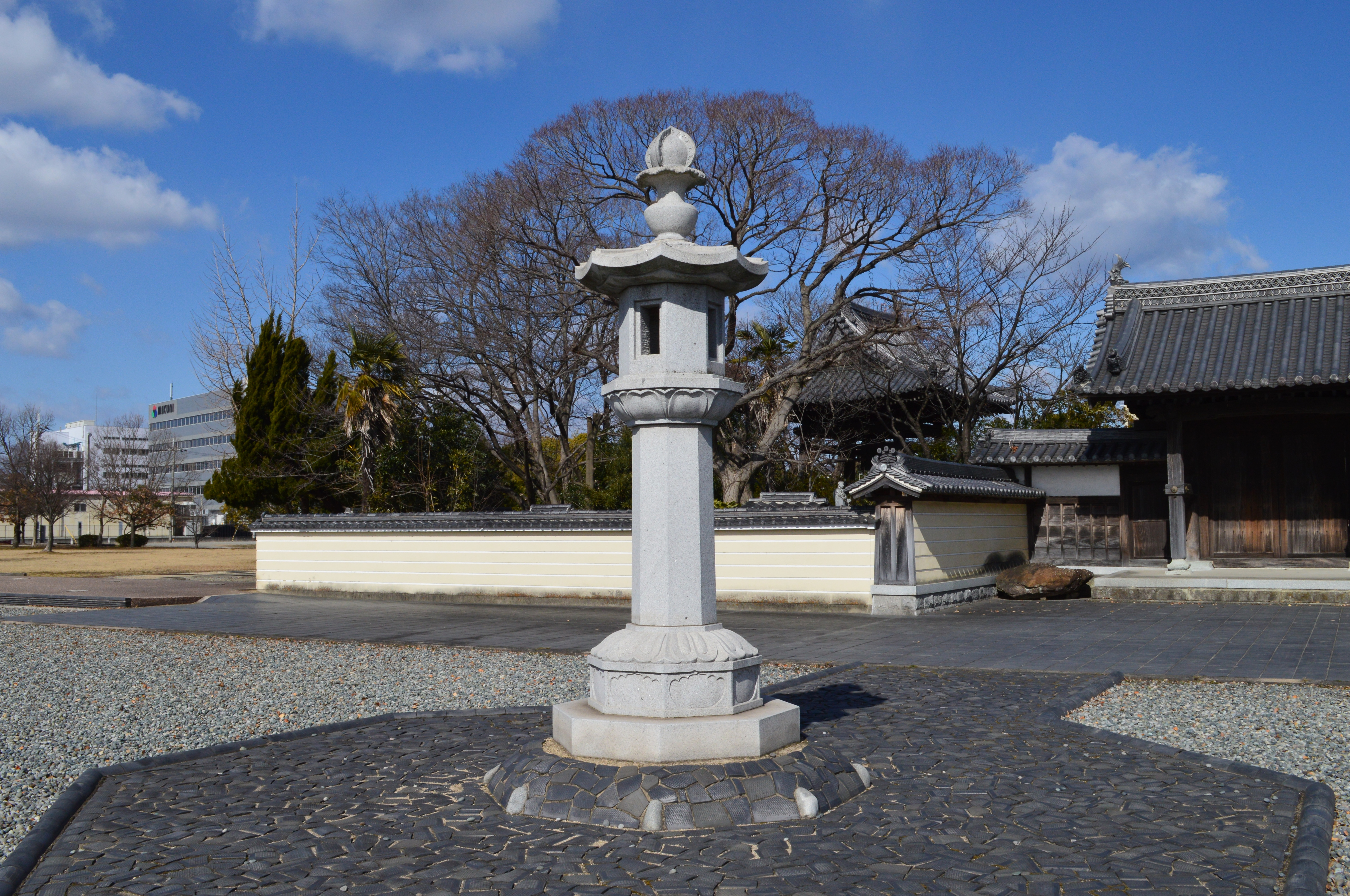
燈籠（復元）
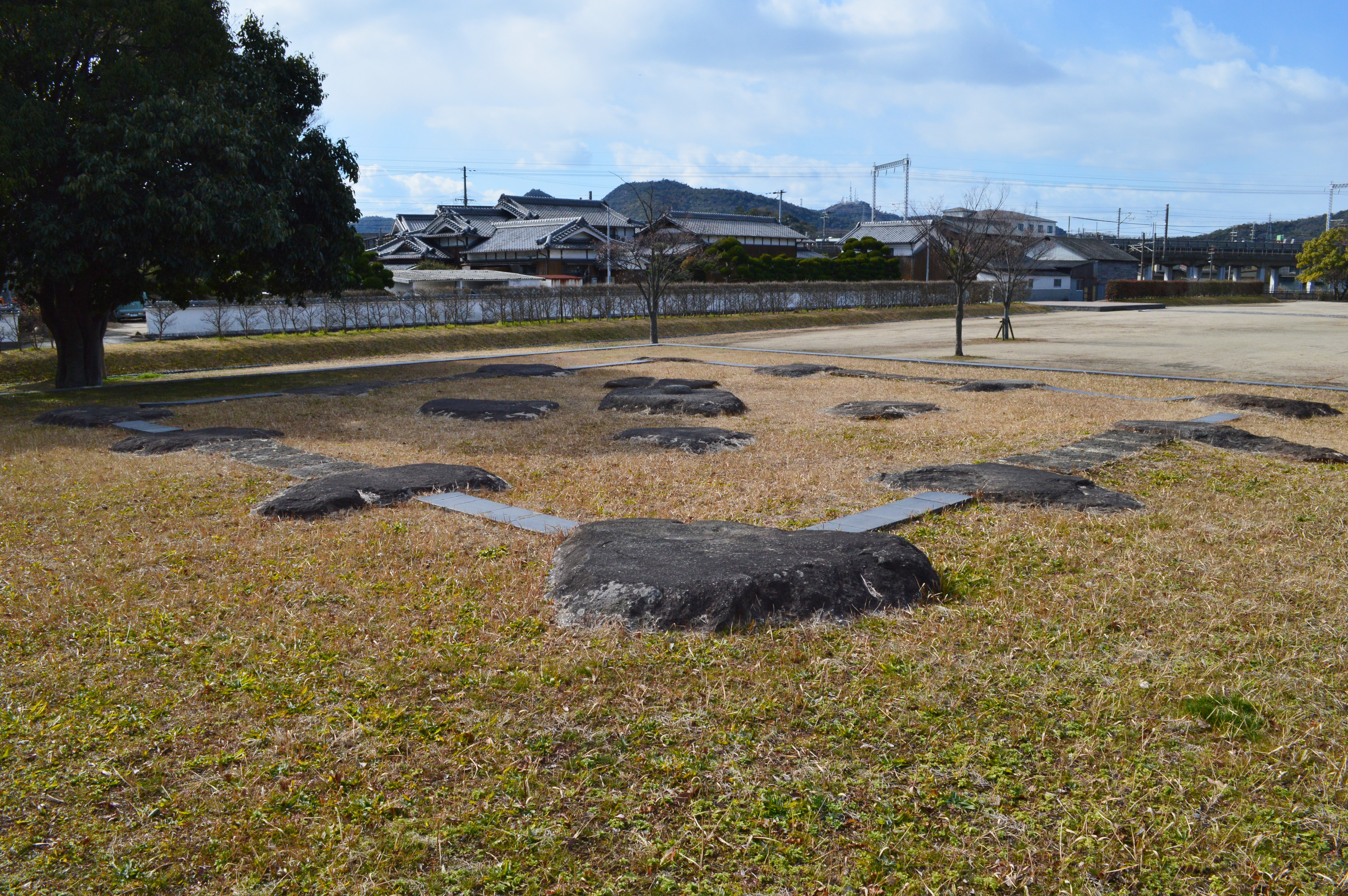
塔礎石 中央の心礎は出枘式。
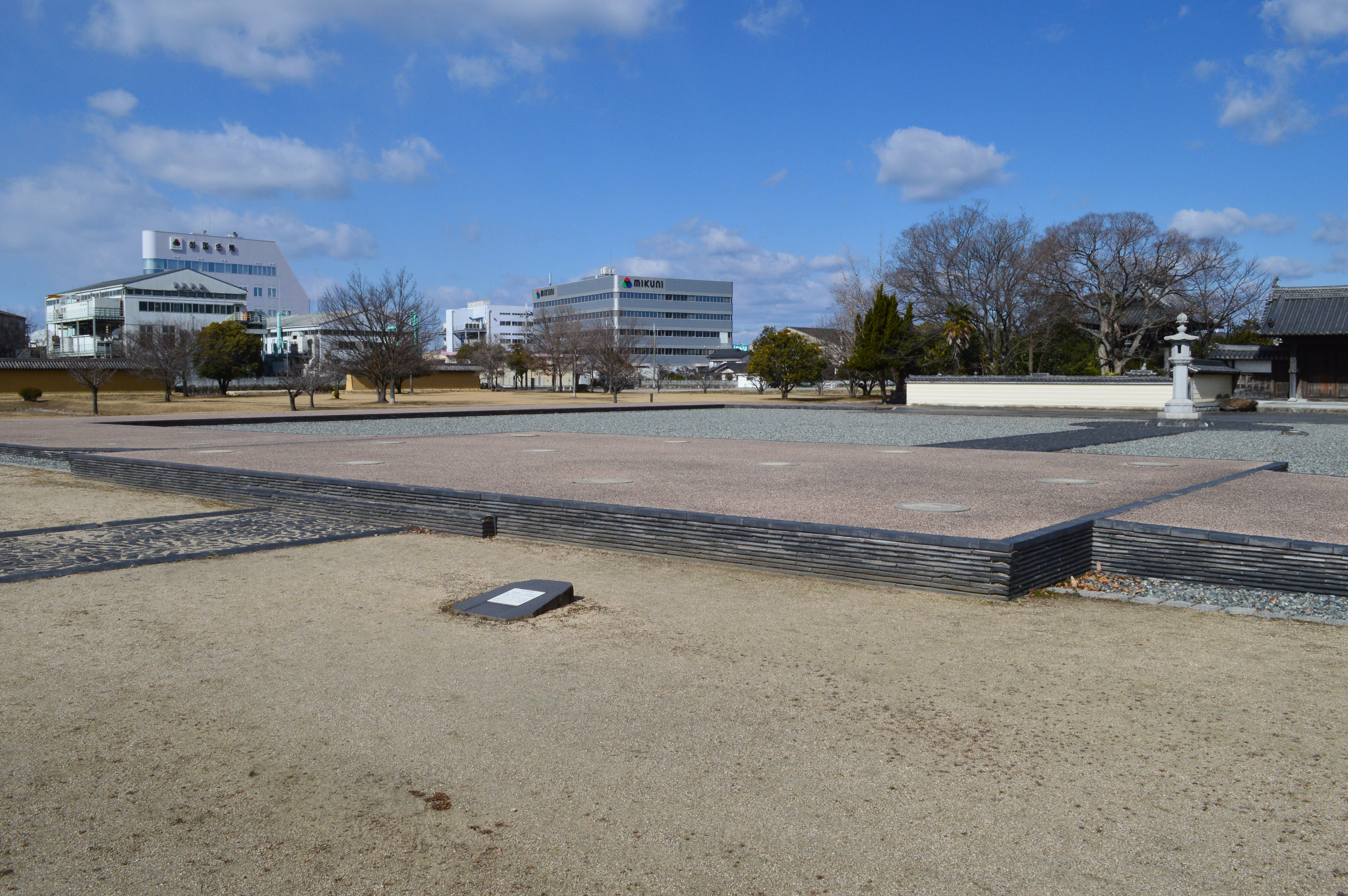
中門跡
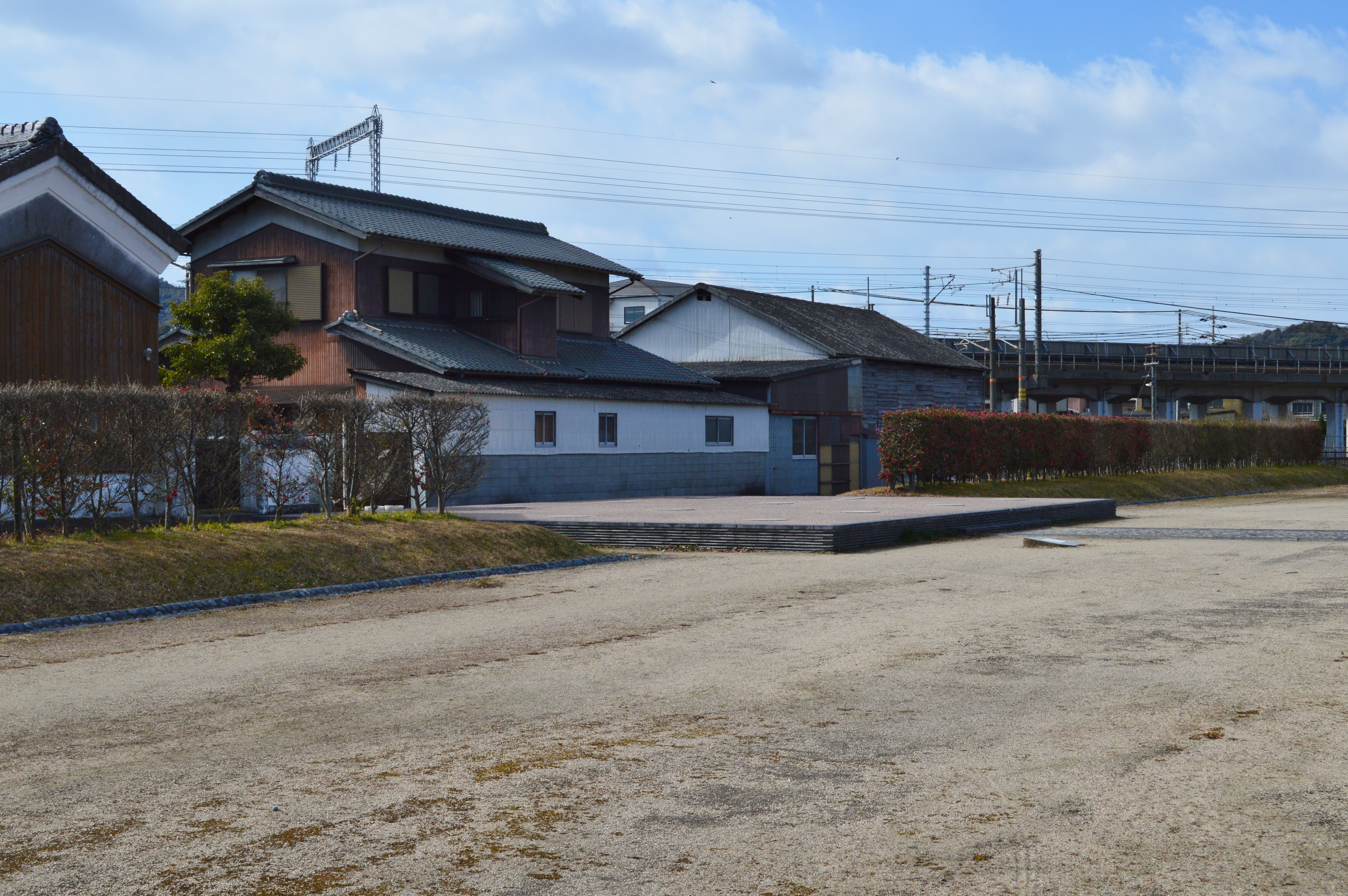
南大門跡
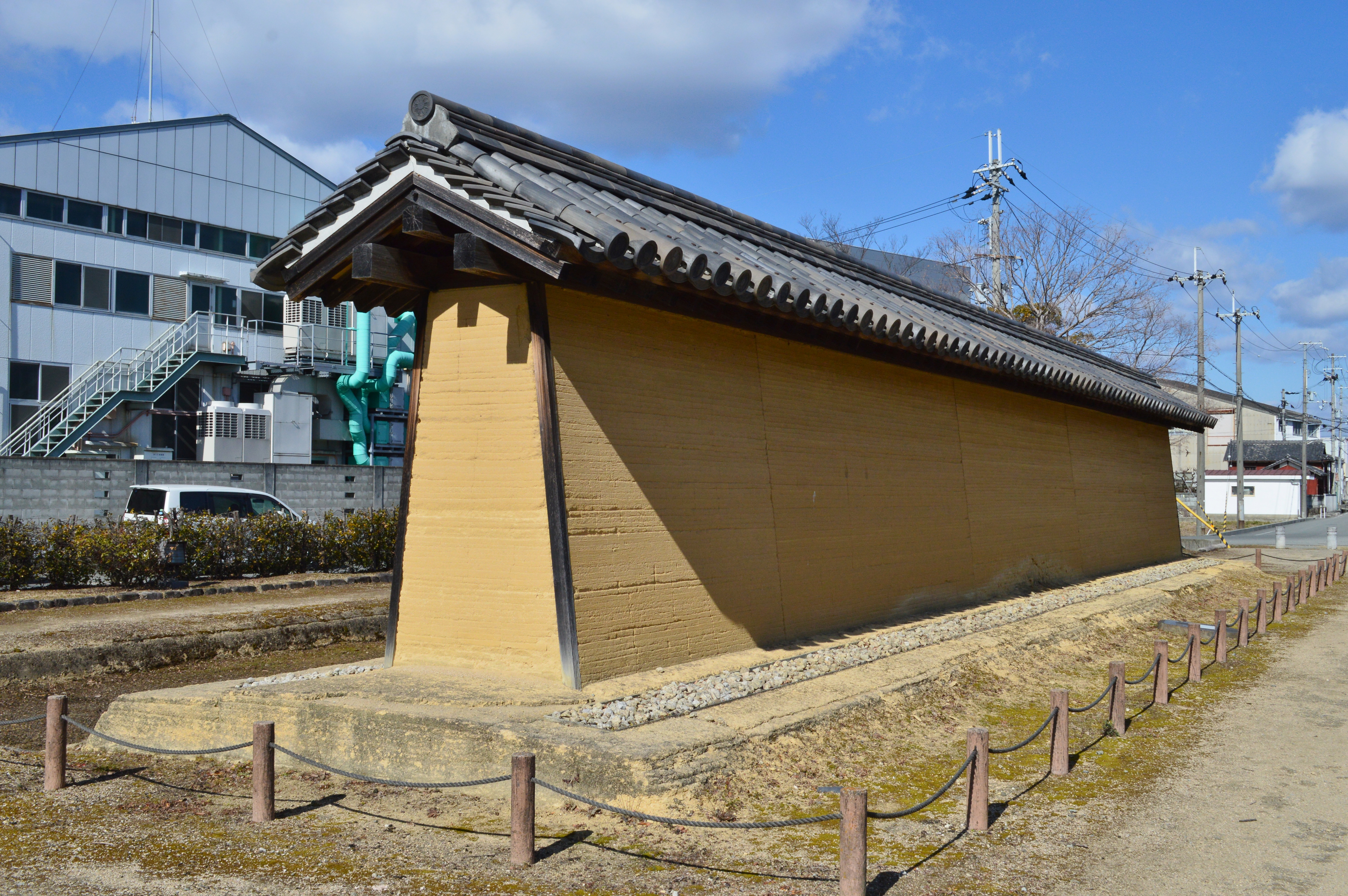
築地塀（復元）
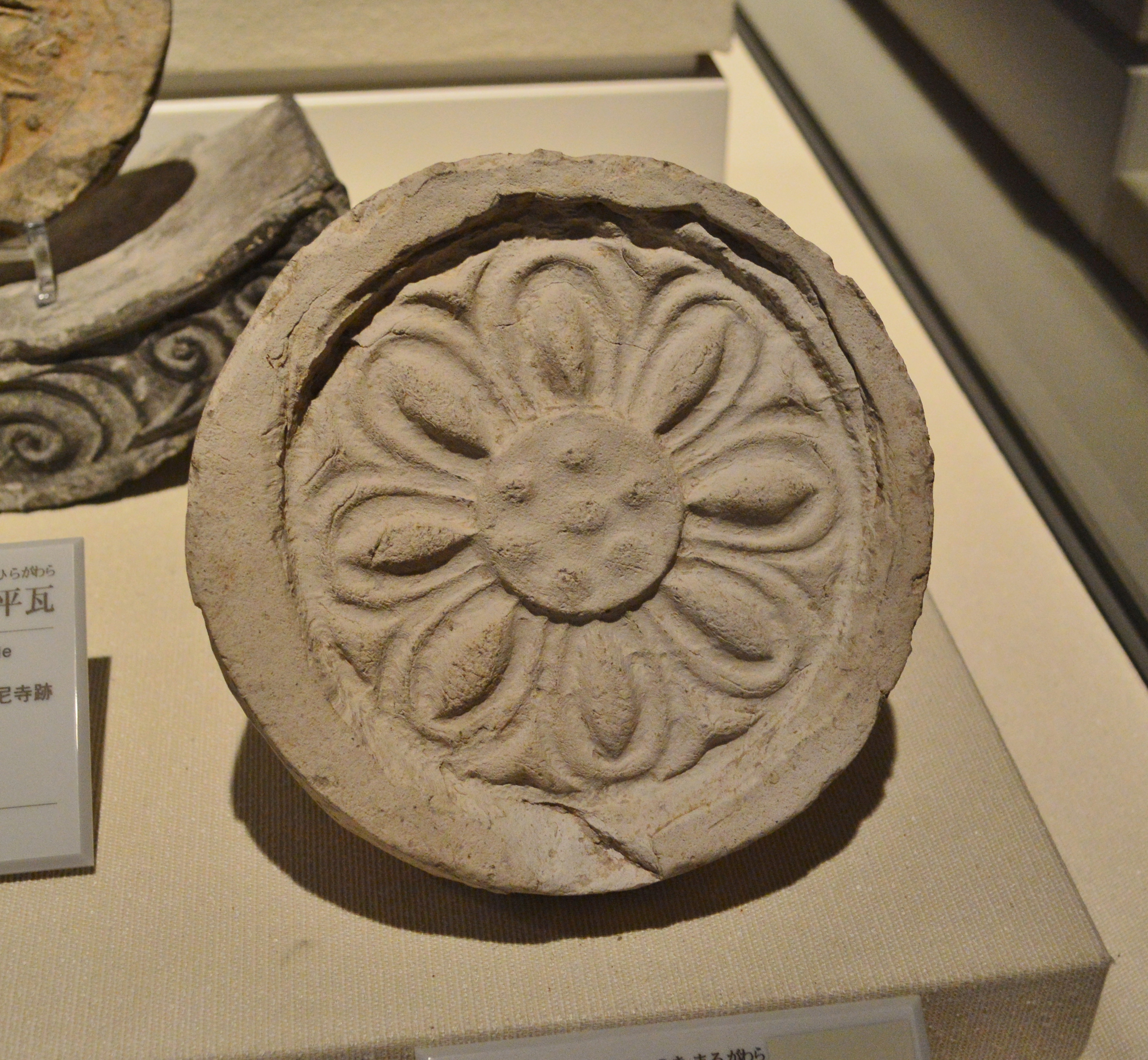
軒丸瓦 兵庫県立歴史博物館展示。

## 播磨国分尼寺跡

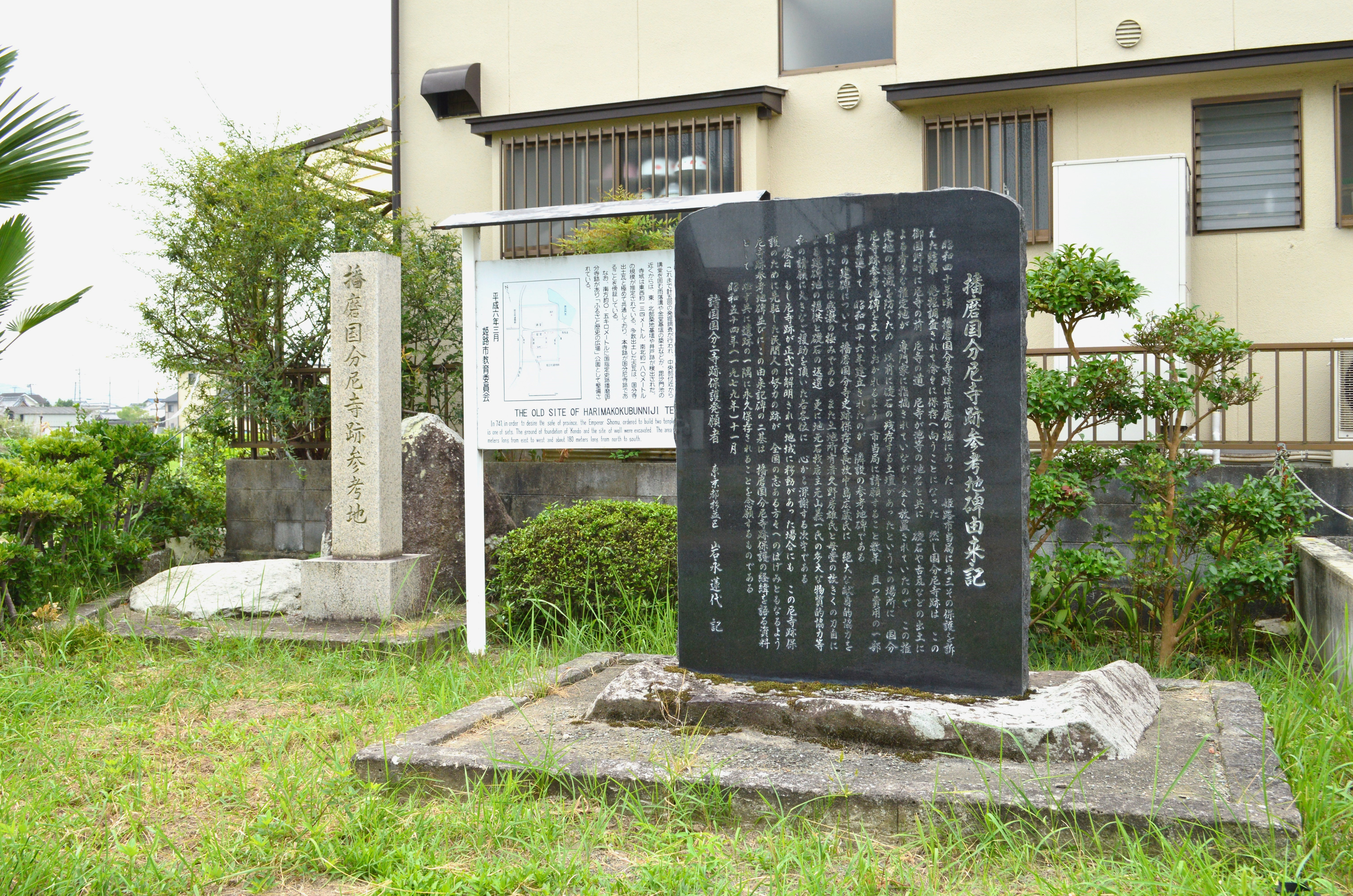
播磨国分尼寺跡 石碑金堂跡付近に所在する。

尼寺跡は、僧寺跡の北方約600メートルに位置する（北緯34度49分36.46秒 東経134度43分55.56秒 / 北緯34.8267944度 東経134.7321000度）。かつては「毘沙門廃寺」と称された。寺域は東西約134メートル・南北約180メートルと推定され、寺域端では築地塀が認められている。主要伽藍は、南門（推定）・中門（推定）・金堂・講堂が南から一直線（僧寺跡と同様に主軸は約4度西に傾く）に配されたと見られる。遺構の詳細は次の通り。
金堂
本尊を祀る建物。基壇規模・建物規模は不明。基壇の一部と見られる盛土が検出されている。
講堂
経典の講義・教説などを行う建物。推定雨落溝により基壇規模は東西23.3メートル以上・南北16.2メートルと推定されるが、基壇自体は検出されていない。
回廊
金堂・中門を結ぶ屋根付きの廊下。金堂左右から出て中門左右に取り付く。規模は東西約60メートル・南北約45メートルと推定される。
以上のほか、井戸2基・掘立柱建物2棟なども検出されている。また寺域からは、土師器・須恵器をはじめ、国産施釉陶器、貿易陶磁器、黒色土器、瓦器、製塩土器、転用硯、吸子羽口、砥石、磨石、漆椀、曲物、櫛などが出土している。以上の出土遺物などにより、13世紀初頭頃までの存続が推測される。
なお徳証寺（徳證寺、姫路市御国野町御着）の寺伝によれば、同寺は国分尼寺の後継寺院であり、初めは真言宗であったが明応5年（1496年）に浄土真宗に転じ、天文年間（1532-1555年）初年に御着城主小寺氏の帰依で御着城内に移転したという。

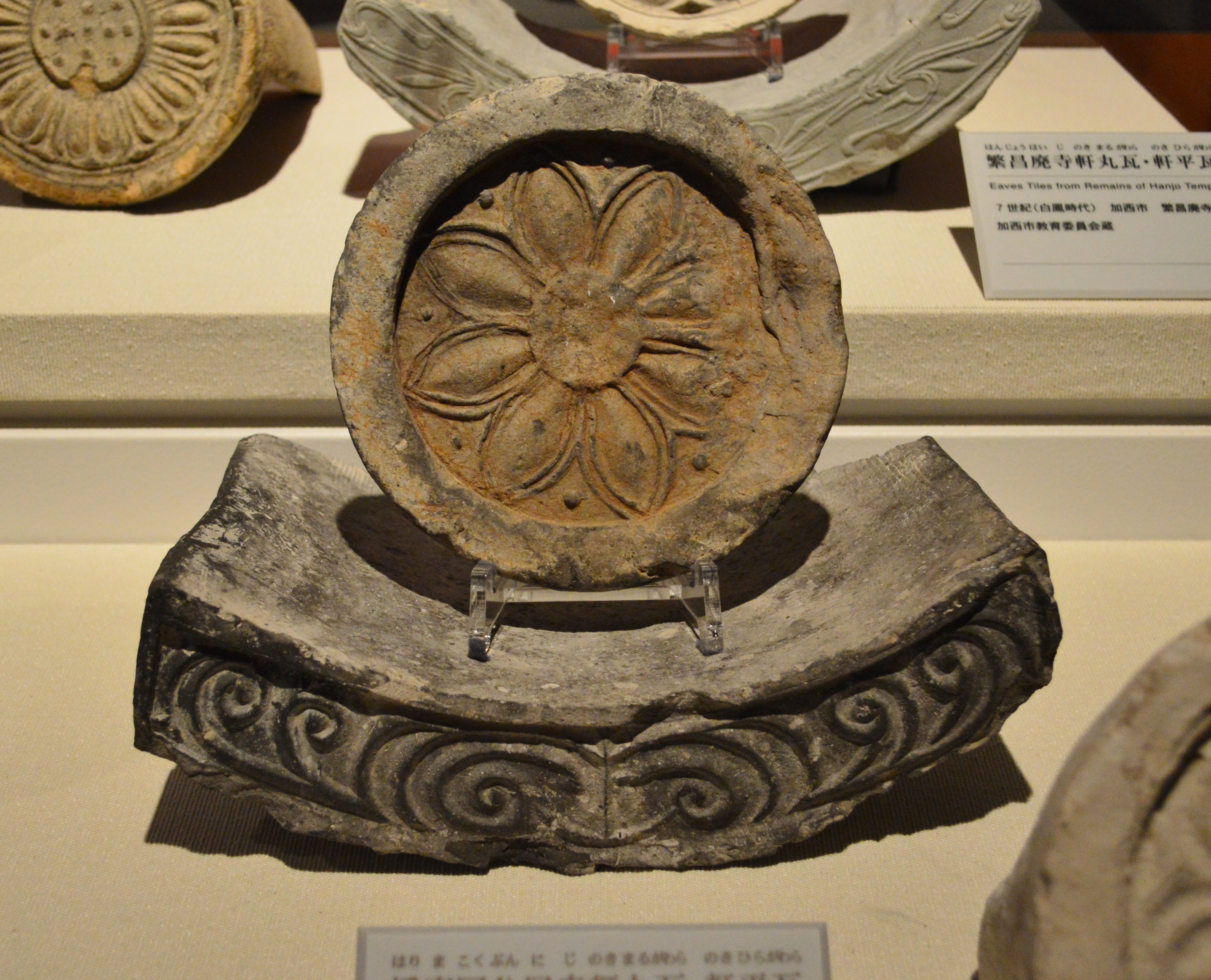
軒丸瓦・軒平瓦 兵庫県立歴史博物館展示。

## 文化財

### 国の史跡
- 播磨国分寺跡 - 1921年（大正10年）3月3日指定、1971年（昭和46年）8月5日・1985年（昭和60年）12月12日に史跡範囲の追加指定[4]。現在の指定範囲は45,539平方メートル[1]。

### 兵庫県指定文化財
- 有形文化財
  - 石造宝篋印塔（建造物）[10] - 室町時代の作。牛堂山国分寺の本堂東側にある。1970年（昭和45年）3月30日指定[11]。

## 現地情報
所在地
- 兵庫県姫路市御国野町国分寺121

交通アクセス
- 鉄道：西日本旅客鉄道（JR西日本）山陽本線（JR神戸線） 御着駅 （北西へ徒歩約7分）

周辺
- 壇場山古墳 - 国の史跡。

## 関連文献
（記事執筆に使用していない関連文献）
- 『播磨国分尼寺跡 -（主）神戸加古川姫路線（姫路市国分寺工区）道路改良工事に伴う発掘調査報告書-』兵庫県教育委員会〈兵庫県文化財調査報告第252冊〉、2003年。 - リンクは奈良文化財研究所「全国遺跡報告総覧」。
- 姫路市埋蔵文化財センター 編『播磨国分寺跡発掘調査報告書』姫路市教育委員会〈姫路市埋蔵文化財センター調査報告第47集〉、2017年。
- 姫路市埋蔵文化財センター 編『播磨国分寺跡 -第27次発掘調査報告書-』姫路市教育委員会〈姫路市埋蔵文化財センター調査報告第119集〉、2022年。